# Лојд 40.16
Лојд 40.16 је аустроугарски ловачки авион. Авион је први пут полетео 1918. године. 

Распон крила авиона је био 7,85 метара, а дужина трупа 6,40 метара. Био је наоружан једним или два митраљеза калибра 8 милиметара.

## Наоружање
| Наоружање авиона: Лојд 40.16   |     |
| Ватрено (стрељачко) наоружање  |     |
| Топ                            |     |
| Митраљез                       |     |
| Број и ознака митраљеза        | 1-2 |
| Калибар                        | 8   |
| Бомбардерско наоружање (бомбе) |     |
| Ракетно наоружање (ракете)     |     |